# Nociglia
Nociglia ist eine südostitalienische Gemeinde (comune) mit 2100 Einwohnern (Stand 31. Dezember 2023) in der Provinz Lecce in Apulien. Die Gemeinde liegt etwa 38 Kilometer südsüdöstlich von Lecce im südlichen Salento. Bis zum Ionischen Meer sind es etwa zehn Kilometer in östlicher Richtung. Nociglia gehört zur Unione dei Comuni delle Terre di Mezzo.

## Geschichte
Die Gemeinde ist seit dem 3. Jahrhundert vor Christus besiedelt. Ursprünglich wohnten die Messapier hier. An der Via Traiana existierte dann in römischer Zeit ein Nucillium.

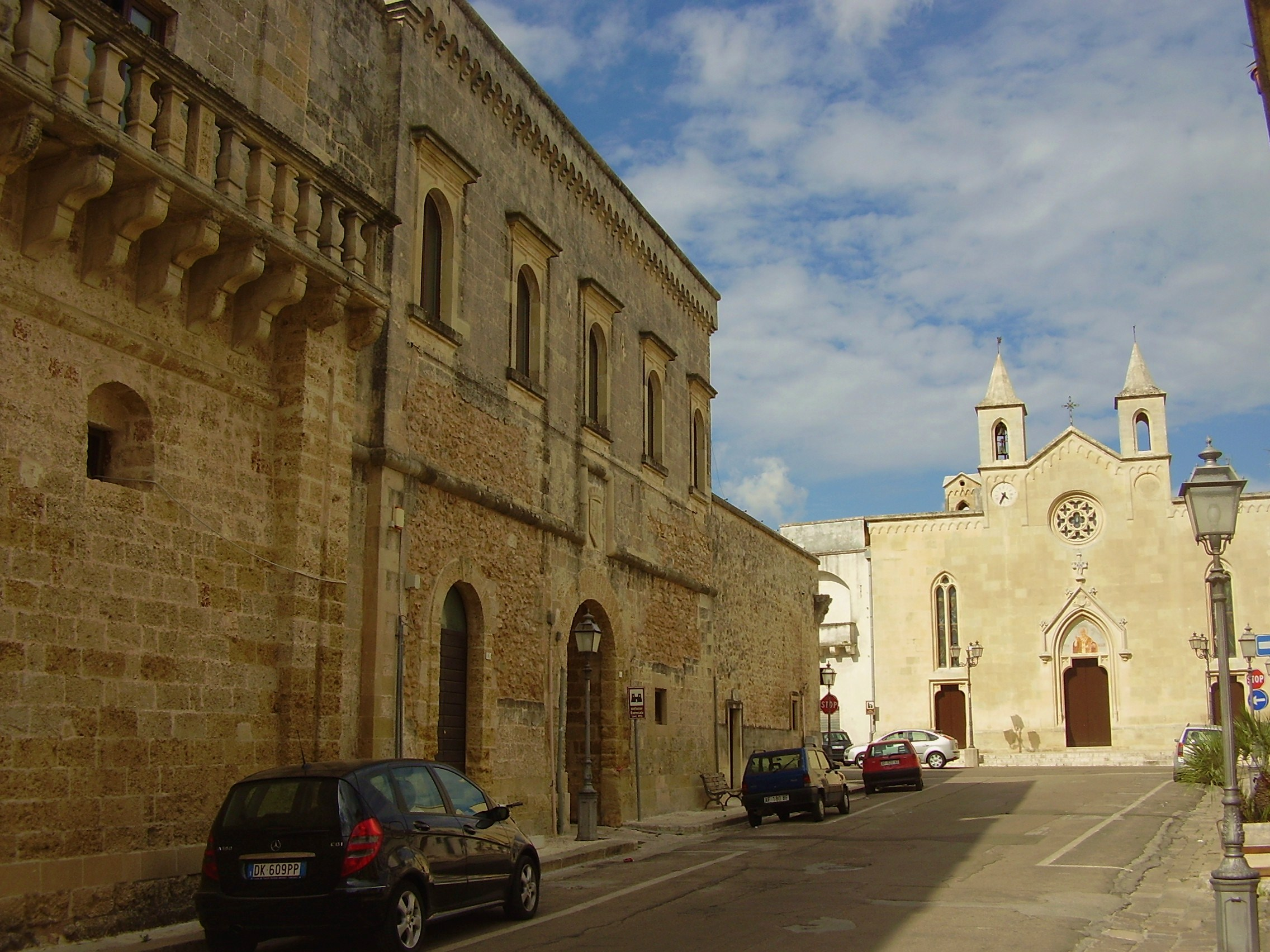
Nociglia, Straßenzug

## Verkehr
Durch die Gemeinde führt die Strada Statale 275 di Santa Maria di Leuca von Maglie nach Castrignano del Capo.